# Академия строительства Украины
Академия строительства Украины (укр. Академія будівництва України; АСУ) — всеукраинская общественная организация, которую создали на добровольных началах ведущие учёные и инженеры строительной отрасли, отрасли производства строительных материалов и строительного машиностроения.
Создана 24 июня 1993 года в Киеве. Считает себя правопреемницей Академии строительства и архитектуры при Госстрое УССР (1955—1962). Первый президент — Г. Злобин.
Коллективными членами АСУ являются более 70 компаний, НИИ, учебных заведений. Избраны более 850 академиков и членов-корреспондентов. АСУ издаёт журналы — «Вестник строительства» и «Техника строительства».